# Rogers TV
Rogers TV ist ein Netzwerk von lokalen Fernsehsendern, die von Rogers Media betrieben werden. Der Hauptsitz befindet sich in Ottawa. Die Sendekette sendet nur in den Provinzen Ontario, New Brunswick, Neufundland und Labrador. Die Sender sind nur in den Städten empfangbar, die von Rogers Cable oder Rogers Communications bedient werden und werden in andere Kabelnetze nicht eingespeist. Die Sender sind in ca. 2,4 Millionen Haushalten empfangbar.

## Programm
Es werden neben lokalen Nachrichten auch eigenproduzierte Sendungen wie Serien und Filme und Sportereignisse ausgestrahlt.

## Sendestudios
Die Sendegruppe beschäftigt ca. 540 Mitarbeiter. Die lokalen Sendestudios von Rogers TV befinden sich in:

### New Brunswick
- Bathurst Channel 10
- Edmundston Channel 10
- Fredericton Channel 10
- Miramichi Channel 10
- Moncton Channel 10
- Saint John Channel 10

### Neufundland und Labrador
- Corner Brook Channel 9
- Gander Channel 9
- Grand Falls-Windsor Channel 9
- St. John’s Channel 9

## Ontario
- Barrie Channel 10
- Brampton Channel 10
- Brantford Channel 20
- Durham Region Channels 10 & 63
- Grey County Channel 53
- Guelph Channel 20
- Kitchener Channel 20
- London Channel 13
- Mississauga Channel 10
- Orangeville Channel 63
- Ottawa Channel 22
- Owen Sound Channel 53
- Simcoe County Channels 10 & 53
- St. Thomas Channel 13
- Stratford Channel 20
- Strathroy-Caradoc Channel 13
- Tillsonburg Channel 13
- Toronto Channel 10 & 63 - HD Channel 510
- Woodstock Channel 13
- York Region Channels 10 & 63